# Egon von Fürstenberg (Schiff)
Die Egon von Fürstenberg war ein Fahrgastschiffes, das lange auf dem Rhein im Einsatz war. Anfänglich wurde es unter dem Namen Rolandsbogen eingesetzt.

## Geschichte
Die Rolandsbogen, ein geschlossenes Motorschiff mit kleinem Sonnendeck, wurde wahrscheinlich 1952 für Ferdinand Braun gebaut, der einen Fährbetrieb zwischen Rolandswerth und der Insel Nonnenwerth führte. Bereits im Herbst 1954 stieß dieser das Schiff aber wieder ab und tauschte es übergangsweise gegen die 1926 gebaute Egon von Fürstenberg der Fährgesellschaft Linz-Kripp ein. Dabei wechselten die beiden Schiffe ihre Namen: Aus der Rolandsbogen wurde die neue Egon von Fürstenberg und aus der bisherigen Egon von Fürstenberg die neue Rolandsbogen. Braun gab das eingetauschte alte Schiff allerdings bald weiter, denn er hatte bereits bei der Schiffswerft Schmidt einen Neubau in Auftrag gegeben, der ebenfalls wieder Rolandsbogen heißen sollte.
Die neue Egon von Fürstenberg ex Rolandsbogen wurde bis 1973 für den Fährdienst als Rheinfähre Linz–Kripp und für Ausflugsfahrten genutzt und dann durch die neu gebaute Nixe dort abgelöst. Sie diente aber noch als Reservefahrzeug für die Fährstrecke Linz-Kripp, bis die neue Fährlinie Remagen-Erpel eingerichtet wurde. 1976 wurde die Egon von Fürstenberg auf diese Fährlinie verlegt, wo sie noch bis 1983 im Einsatz war.
Danach wurde sie nach Koblenz an einen ehemaligen Geschäftsführer der Energieversorgung Mittelrhein verkauft und von diesem als private Motoryacht mit Liegeplatz auf der Mosel genutzt. Dieser Eignerwechsel ging auch mit einem Umbau einher. Wie lange das Schiff in Koblenz beheimatet war und durch welche Hände es ging, ist unklar. 2011 befand es sich auf der Schiffswerft Philipp Ebert & Söhne GmbH & Co. KG in Neckarsteinach. Dort sollte das Schiff eigentlich restauriert werden. Es lag allerdings ungefähr 20 Jahre lang auf der Werft, weil der erste Eigner, der den Restaurierungsauftrag vergeben hatte, offenbar insolvent geworden war und auch ein späterer Besitzer, der französischer Nationalität war, in Schwierigkeiten geraten war.
Das Schiff trug, als es auf der Werft wiederentdeckt wurde, keine Beschriftung mehr und offenbar auch keine Werftplakette. Es ist unklar, was an Namenswechseln stattgefunden hat. Alex Bohrer vermutet wie auch Mitglieder des Binnenschifferforums, dass die Rolandsbogen einst auf der Schiffswerft Jean Stauf gebaut wurde, Beweise dafür gibt es aber offenbar nicht.